# Ken Nkuba
Ken Nkuba Tshiend (21 gennaio 2002) è un calciatore belga, attaccante del Genk.

## Carriera

### Club
Cresciuto nel settore giovanile dello Charleroi, ha esordito in prima squadra il 26 ottobre 2018, disputando l'incontro di Pro League perso per 2-1 contro il Gent.

### Nazionale
Ha militato nelle nazionali giovanili belghe Under-17, Under-18 ed Under-19.

## Statistiche

### Presenze e reti nei club
Statistiche aggiornate al 18 gennaio 2025.
| Stagione         | Squadra          | Campionato       | Campionato | Campionato | Coppe nazionali | Coppe nazionali | Coppe nazionali | Coppe continentali | Coppe continentali | Coppe continentali | Altre coppe | Altre coppe | Altre coppe | Totale | Totale |
| Stagione         | Squadra          | Comp             | Pres       | Reti       | Comp            | Pres            | Reti            | Comp               | Pres               | Reti               | Comp        | Pres        | Reti        | Pres   | Reti   |
| ---------------- | ---------------- | ---------------- | ---------- | ---------- | --------------- | --------------- | --------------- | ------------------ | ------------------ | ------------------ | ----------- | ----------- | ----------- | ------ | ------ |
| 2018-2019        | Charleroi        | D1               | 2          | 0          | CB              | 0               | 0               | -                  | -                  | -                  | -           | -           | -           | 2      | 0      |
| 2019-2020        | Charleroi        | D1               | 0          | 0          | CB              | 0               | 0               | -                  | -                  | -                  | -           | -           | -           | 0      | 0      |
| 2020-2021        | Charleroi        | D1               | 11         | 0          | CB              | 0               | 0               | UEL                | 1                  | 0                  |             | -           | -           | 12     | 0      |
| 2021-2022        | Charleroi        | D1               | 14         | 1          | CB              | 0               | 0               |                    | -                  | -                  |             | -           | -           | 14     | 1      |
| 2022-2023        | Charleroi        | D1               | 28         | 4          | CB              | 1               | 0               |                    | -                  | -                  |             | -           | -           | 29     | 4      |
| 2023-gen. 2024   | Charleroi        | D1               | 4          | 0          | CB              | 0               | 0               |                    | -                  | -                  |             | -           | -           | 4      | 0      |
| Totale Charleroi | Totale Charleroi | Totale Charleroi | 59         | 5          |                 | 1               | 0               |                    | 1                  | 0                  |             | -           | -           | 61     | 5      |
| gen.-giu. 2024   | Genk             | PL               | 5          | 0          | CB              | -               | -               | UECL               | -                  | -                  | -           | -           | -           | 5      | 0      |
| 2024-2025        | Genk             | PL               | 11         | 0          | CB              | 3               | 0               | -                  | -                  | -                  | -           | -           | -           | 14     | 0      |
| Totale Genk      | Totale Genk      | Totale Genk      | 16         | 0          |                 | 3               | 0               |                    | -                  | -                  |             | -           | -           | 19     | 0      |
| Totale carriera  | Totale carriera  | Totale carriera  | 75         | 5          |                 | 4               | 0               |                    | 1                  | 0                  |             | -           | -           | 80     | 5      |